# Esplugueta de Roca de Cavalls
L'Esplugueta de Roca de Cavalls és una cavitat del terme de Conca de Dalt, al Pallars Jussà, dins de l'antic terme d'Hortoneda de la Conca, en territori del poble d'Hortoneda.
Està situada al sud-est de la Roca de Cavalls, a ponent dels Clots de la Bòfia i al nord de les Solanes. Una mica més al nord hi ha l'Espluga de Roca de Cavalls.